# Jugoslavien i olympiska vinterspelen 1956
Jugoslavien deltog med 17 deltagare vid de olympiska vinterspelen 1956 i Cortina d'Ampezzo. Ingen av landets deltagare erövrade någon medalj.